# Paul Karl Ludwig Kruse
Paul Karl Ludwig Kruse (Schwerin, 1 september 1861 – Chicago, 5 juli 1923) was een Duitse fagottist die in Nederland en de Verenigde Staten emplooi vond.
Hij was zoon van Heinrich Kruse en Sophia Jansen. Hij werd begraven op Rose Hill.
Hij kreeg zijn muziekopleiding van Martin Zuhr (fagottist hoftheater) in Schwerin en aan de Havermannsche Muziekschool in in Güstrow. Hij werd fagottist in militaire orkesten in Leipzig (1880-1883), Hamburg en Kreuznach. In 1884 emigreerde hij naar Nederland om er te gaan spelen in het Utrechts Stedelijk Orkest van Cornelis Coenen en een jaar later voor één jaar in het orkest van de Duitse Opera in Rotterdam. Hij trok daarna voor een aantal jaren weer naar Duitsland als ook naar Turku in Finland voor het orkest van Karl Müller. In 1891 vestigde hij zich als fagottist bij het Concertgebouworkest van Willem Kes. Hij werd er solofagottist en werd docent aan het Conservatorium van Amsterdam. Hij vertrok in 1899 naar de Verenigde Staten om er te gaan spelen in het orkest van Theodore Thomas en vlak daarna bij de Chicago Symphony Orchestra onder Frederick Stock. Hij was solofagottist aldaar van 1899 tot 1916 (op seizoen 1908-1909 na) en contrafagottist van 1916 tot vlak voor zijn dood; ziekte noopte tot vroegtijdig afscheid.
In 1912 werd hij Amerikaans staatsburger.
Hijzelf was getrouwd met de Amsterdamse Anna Elisa Pisano. Zoon William Heinrich Eduard Kruse (geboren Aken 1896) werd na een opleiding van zijn vader fagottist in Chicago en speelde in het orkest van John Philip Sousa en het Philadelphia Orchestra. Ook zoon Paul Kruse werd fagottist. 